# Sigismund Evenius
Sigismund Evenius (auch Eue, Euenius, Even; * um 1587 in Nauen; † 17. September 1639 in Weimar) war ein deutscher evangelisch-lutherischer Pädagoge und Theologe.

## Leben
Evenius wurde als Sohn des Tuchmachers Heinrich Even geboren und immatrikuliert sich am 23. April 1602 an der Universität Wittenberg. Hier erwirbt er sich den akademischen Grad eines Magisters und wird 1611 Adjunkt an der philosophischen Fakultät. 1613 geht er nach Halle (Saale), wo er Rektor des Gymnasiums wird.
Während seiner Hallenser Zeit kommt er mit dem Didaktiker Wolfgang Ratke in Kontakt, dessen Gedanken er literarisch aufgreift. Dessen Ideen begeistern ihn so sehr, dass er trotz Differenzen mit Ratke sich für dessen christlichen Schule, die vor allem Religion lehrte, einsetzte. Zusätzlich fasste er den Plan, eine „deutsche Kunstschule“ zu schaffen, die vor allem das Tätigkeitsbewusstsein durch handwerkliche Praxis fördern sollte.
Evenius verfasste ebenfalls in Halle eine Schrift, in der er sich zur Abendmahlslehre äußert und sich dabei vor allem gegen Jesuiten und Reformierte äußerte. Diese Bestrebungen setzt er 1622 als Rektor in Magdeburg fort und war damit in konfessionellen Auseinandersetzungen der Zeit eingebunden. Bei der Zerstörung der Stadt 1631 flüchtete er nach Reval, wo er als Rektor die Leitung des neu gegründeten Gymnasiums übernahm.
Kurz danach wieder nach Deutschland zurückgekehrt, übernahm er 1633 das Rektorat in Regensburg und wurde 1634 von Ernst dem Frommen als Kirchen- und Schulrat nach Weimar berufen. Hier beteiligte er sich am vorbildlichen Ausbau des Schulwesens und gab die weit verbreitete Ernestinesche Bibel heraus. Sein Anliegen, die Folgen des Dreißigjährigen Krieges durch eine bessere Kindererziehung zu beseitigen, kam während seiner Weimarer Zeit besonders zum Tragen, die durch die Reformen Ernst des Frommen 1640 Ausdruck fanden.

## Werkauswahl
- Formul und Abriß wie eine christliche und evangelische Schule wohl und richtig anzustellen sei, Halle 1618
- Methodi… compendiosioris…demonstrata veritas, Halle 1620
- Christianarum scholarum unum necessarium, 1630, Nürnberg 1634
- Speculum intimae coruptionis, Lüneburg 1640
- Ernestinische Bibel, Nürnberg 1640, 1720
- Christlich- gottselige Katechismusschule …, Jena 1636, französisch 1666, italienisch 1673

Für weitere Literatur siehe Ludolf Bremer.